# Daleville (Virgínia)
Daleville és una concentració de població designada pel cens dels Estats Units a l'estat de Virgínia. Segons el cens del 2000 tenia 1.454 habitants.

## Demografia
Segons el cens del 2000, Daleville tenia 1.454 habitants, 562 habitatges, i 477 famílies. La densitat de població era de 227,3 habitants per km².
Dels 562 habitatges en un 31,1% hi vivien nens de menys de 18 anys, en un 77,9% hi vivien parelles casades, en un 4,8% dones solteres, i en un 15,1% no eren unitats familiars. En el 14,2% dels habitatges hi vivien persones soles el 7,1% de les quals corresponia a persones de 65 anys o més que vivien soles. El nombre mitjà de persones vivint en cada habitatge era de 2,59 i el nombre mitjà de persones que vivien en cada família era de 2,85.
Per edats la població es repartia de la següent manera: un 23,3% tenia menys de 18 anys, un 4% entre 18 i 24, un 24,7% entre 25 i 44, un 32% de 45 a 60 i un 16% 65 anys o més.
L'edat mediana era de 44 anys. Per cada 100 dones de 18 o més anys hi havia 96 homes.
La renda mediana per habitatge era de 65.278 $ i la renda mediana per família de 65.972 $. Els homes tenien una renda mediana de 40.230 $ mentre que les dones 31.630 $. La renda per capita de la població era de 29.234 $. Entorn de l'1,3% de les famílies i el 2,6% de la població estaven per davall del llindar de pobresa.

## Poblacions més properes
El següent diagrama mostra les poblacions més properes.